# Jürgen Messmer
Jürgen Messmer (* 26. Mai 1940) ist ein ehemaliger deutscher Fußballschiedsrichter.
Der aus Mannheim stammende Messmer leitete von 1973 bis 1983 insgesamt 75 Spiele der Fußball-Bundesliga.